# Fulski jezik
Fula jezici (Fulani-Wolof jezici, Fulani jezici), jedna od tri podskupine senegambijskih jezika, šire sjevernoatlantske skupine, nigersko-kongoanska porodica, koji se govore u Nigeru, Nigeriji, Kamerunu, Čadu, Beninu, Maliju, Gvineji i Senegalu. Sastoji se od 4 podskupine sa (9) jezika, to su: 
a) istočni centralni fula jezici  iz Nigerije i Nigera. Ima ih tri;
b) istočni fula jezici  (2) iz Kameruna i Čada;
c) zapadni centralni fula jezici  (3), u Beninu, Maliju i Gvineji;
d) zapadni fula  s jezikom pulaar [fuc].
Zajedno s jezicima Fula-Wolof ili Wolof (2) i Serer (1) serer-sine [srr], čini senegambijsku širu skupinu.
Fulski jezik je prvi jezik naroda Fulba (Fulɓe, Fula, Fulani) i srodnih jezika.

## Vanjske poveznice
- Ethnologue (14th)
- Ethnologue (15th)